# 生活片段
生活片段（Slice of life）是指在藝術作品中描述平凡的經歷，在戲劇上，這屬於自然主義的一支。以文學的角度而言，生活片段是一種敘事的技巧，呈現出角色生活的某些片段，這些片段的情節通常並不連貫，看似隨意發生，而且缺乏衝突或結尾。
「生活片段」的概念在1890年代由法國劇作家讓·朱利安 (劇作家)提出。他主張戲劇是藝術地把一截生活的片段放上舞臺，目標不是讓人發笑，而是讓人思考；故事在閉幕時並未結束，紅幕只是隨意插入的中斷，讓觀眾自由想像。
生活片段通常描寫角色的日常瑣事，缺乏明顯的劇情、衝突和結局。 許多作品會仔細描寫各個瑣碎細節，但不加以整理、評斷或解釋。
在19世紀末，文學和社會科學分道揚鑣時，芝加哥學派相當重視生活片段，學者兼作家不帶評論地用平常的語言記錄研究對象的故事。這種重視在寫實而非評論的潮流是自然主義文學的一大分支。有些劇作家利用這種寫實性來展示社會問題，激發觀眾，以推展社會運動。
至1950年代，「生活片段」這個詞彙常用來評論電視劇，包括約普·米勒（JP Miller）、帕迪·查耶夫斯基以及利尊勞·羅斯（Reginald Rose）的作品。有時生活片段被當作廚槽現實主義的同義詞。